# 4-Metilfenetilamin
4-Metilfenetilamin (4MPEA), takođe poznat kao para-metilfenetilamin, je organsko jedinjenje sa hemijskom formulom C9H13N. 4MPEA je ljudski agonist TAAR1 receptora. To svojstovo isto tako imaju njegovi monometilisani fenetilaminski izomeri, kao što je amfetamin (α-metilfenetilamin), β-metilfenetilamin, i N-metilfenetilamin (trag amini). 4MPEA isto tako inhibira ljudske citohrom P450 enzime CYP1A2 i CYP2A6.